# ألين في. إليوت
ألين في. إليوت (بالإنجليزية: Eliot V. Elliott)‏ هو نقابي أسترالي ونيوزيلندي، ولد في 12 سبتمبر 1902 في Huntly, New Zealand ‏ في نيوزيلندا، وتوفي في 26 نوفمبر 1984.